# Передиванье
Передиванье (укр. Передівання) — село в Городенковской городской общине Коломыйского района Ивано-Франковской области Украины.
Население по переписи 2001 года составляло 286 человек. Почтовый индекс — 78140. Телефонный код — 03430.